# Aclista praeclara
Aclista praeclara är en stekelart som beskrevs av Nixon 1957. Aclista praeclara ingår i släktet Aclista, och familjen hyllhornsteklar. Arten är reproducerande i Sverige.